# Słowacja na Zimowych Igrzyskach Olimpijskich 2018
Słowacja na Zimowych Igrzyskach Olimpijskich 2018 – występ kadry sportowców reprezentujących Słowację na igrzyskach olimpijskich w Pjongczangu w 2018 roku.
W kadrze znalazło się 56 zawodników – 41 mężczyzn i 15 kobiet. Reprezentanci Słowacji wystąpili w 37 konkurencjach w 7 dyscyplinach sportowych.
Funkcję chorążego reprezentacji Słowacji podczas ceremonii otwarcia igrzysk pełniła Veronika Velez-Zuzulová, a podczas ceremonii zamknięcia – Petra Vlhová. Reprezentacja Słowacji weszła na stadion jako 39. w kolejności, pomiędzy ekipami z Hiszpanii i Słowenii.
Był to 7. start reprezentacji Słowacji na zimowych igrzyskach olimpijskich i 13. start olimpijski, wliczając w to letnie występy.
Po raz trzeci z rzędu medale olimpijskie w biathlonie zdobyła Anastasija Kuźmina. W Pjongczangu wywalczyła złoty medal w biegu masowym, a srebrne w biegu indywidualnym i pościgowym. Nikt poza Kuźminą nie zdobył medalu dla Słowacji na tych igrzyskach. Trzy medale (złoty i dwa srebrne) to najlepszy wynik medalowy Słowacji w historii startów w zimowych igrzyskach olimpijskich. Słowacja zajęła 17. miejsce w klasyfikacji medalowej.

## Statystyki według dyscyplin
Reprezentanci Słowacji wzięli udział w zawodach w siedmiu dyscyplinach sportowych. Największą część reprezentacji stanowili hokeiści (25 zawodników).
| Lp.     | Dyscyplina            | Mężczyźni | Kobiety | Łącznie |
| ------- | --------------------- | --------- | ------- | ------- |
| 1       | Biathlon              | 5         | 5       | 10      |
| 2       | Biegi narciarskie     | 3         | 2       | 5       |
| 3       | Hokej na lodzie       | 25        | –       | 25      |
| 4       | Łyżwiarstwo figurowe  | 1         | 2       | 3       |
| 5       | Narciarstwo alpejskie | 3         | 4       | 7       |
| 6       | Saneczkarstwo         | 4         | 1       | 5       |
| 7       | Snowboarding          | –         | 1       | 1       |
| Łącznie | Łącznie               | 41        | 15      | 56      |

## Zdobyte medale
| Medal  | Zawodnik           | Dyscyplina | Konkurencja              | Data      |
| ------ | ------------------ | ---------- | ------------------------ | --------- |
| Złoto  | Anastasija Kuźmina | Biathlon   | Bieg masowy kobiet       | 17 lutego |
| Srebro | Anastasija Kuźmina | Biathlon   | Bieg pościgowy kobiet    | 12 lutego |
| Srebro | Anastasija Kuźmina | Biathlon   | Bieg indywidualny kobiet | 15 lutego |

## Skład reprezentacji

### Biathlon
| Konkurencja                        | Zawodnik                                                             | Wynik                                     | Wynik           | Miejsce          |
| Konkurencja                        | Zawodnik                                                             | Czas                                      | Pudła           | Miejsce          |
| ---------------------------------- | -------------------------------------------------------------------- | ----------------------------------------- | --------------- | ---------------- |
| Sprint kobiet – 7,5 km             | Ivona Fialková                                                       | 24:48,6                                   | 5 (2+3)         | 74.              |
| Sprint kobiet – 7,5 km             | Paulína Fialková                                                     | 21:56,8                                   | 1 (1+0)         | 11.              |
| Sprint kobiet – 7,5 km             | Anastasija Kuźmina                                                   | 22:00,1                                   | 3 (2+1)         | 13.              |
| Sprint kobiet – 7,5 km             | Terézia Poliaková                                                    | 25:32,2                                   | 5 (1+4)         | 83.              |
| Bieg pościgowy kobiet – 10 km      | Paulína Fialková                                                     | 34:33,6                                   | 8 (2+2+2+2)     | 38.              |
| Bieg pościgowy kobiet – 10 km      | Anastasija Kuźmina                                                   | 31:04,7                                   | 4 (0+1+2+1)     | 2.               |
| Bieg indywidualny kobiet – 15 km   | Ivona Fialková                                                       | 48:04,4                                   | 6 (1+1+1+3)     | 64.              |
| Bieg indywidualny kobiet – 15 km   | Paulína Fialková                                                     | 42:09,5                                   | 1 (1+0+0+0)     | 5.               |
| Bieg indywidualny kobiet – 15 km   | Anastasija Kuźmina                                                   | 41:31,9                                   | 2 (0+1+1+0)     | 2.               |
| Bieg indywidualny kobiet – 15 km   | Terézia Poliaková                                                    | 54:46,3                                   | 10 (1+4+3+2)    | 87.              |
| Bieg masowy kobiet – 12,5 km       | Paulína Fialková                                                     | 37:52,6                                   | 4 (1+2+0+1)     | 21.              |
| Bieg masowy kobiet – 12,5 km       | Anastasija Kuźmina                                                   | 35:23,0                                   | 1 (0+0+0+1)     | 1.               |
| Sztafeta kobiet – 4×6 km           | Paulína Fialková Anastasija Kuźmina Terézia Poliaková Ivona Fialková | 17:07,8 18:30,5 18:59,4 18:04,1 1:12:41,8 | 0+1 1+4 0+2 1+9 | 3. 7. 12. 9. 5.  |
| Sprint mężczyzn – 10 km            | Šimon Bartko                                                         | 26:18,4                                   | 5 (2+3)         | 74.              |
| Sprint mężczyzn – 10 km            | Tomáš Hasilla                                                        | 26:10,4                                   | 3 (1+2)         | 70.              |
| Sprint mężczyzn – 10 km            | Matej Kazár                                                          | 22:33,7                                   | 1 (0+1)         | 22.              |
| Sprint mężczyzn – 10 km            | Martin Otčenáš                                                       | 25:39,7                                   | 4 (0+4)         | 52.              |
| Bieg pościgowy mężczyzn – 12,5 km  | Matej Kazár                                                          | 36:42,4                                   | 5 (1+2+1+1)     | 31.              |
| Bieg pościgowy mężczyzn – 12,5 km  | Martin Otčenáš                                                       | 36:22,5                                   | 3 (0+0+3+0)     | 27.              |
| Bieg indywidualny mężczyzn – 20 km | Tomáš Hasilla                                                        | 58:55,2                                   | 9 (3+1+3+2)     | 86.              |
| Bieg indywidualny mężczyzn – 20 km | Matej Kazár                                                          | 51:52,4                                   | 2 (0+1+1+0)     | 34.              |
| Bieg indywidualny mężczyzn – 20 km | Martin Otčenáš                                                       | 57:16,0                                   | 5 (1+2+0+2)     | 84.              |
| Bieg indywidualny mężczyzn – 20 km | Michal Šíma                                                          | 57:52,3                                   | 6 (1+1+2+2)     | 85.              |
| Sztafeta mężczyzn – 4×7,5 km       | Matej Kazár Tomáš Hasilla Šimon Bartko Martin Otčenáš                | 18:42,0 22:04,0 LAP – LAP                 | 0+0 1+6 4+5 – – | 2. 18. LAP – 18. |
| Sztafeta mieszana – 2×6 + 2×7,5 km | Paulína Fialková Anastasija Kuźmina Matej Kazár Martin Otčenáš       | 21:33,9 LAP – LAP                         | 5+6 0+4 – –     | 20. LAP – 20.    |

### Biegi narciarskie
| Konkurencja                                         | Zawodnik                             | Kwalifikacje | Kwalifikacje | Ćwierćfinały | Ćwierćfinały | Półfinały | Półfinały | Finały    | Finały   | Finały  |
| Konkurencja                                         | Zawodnik                             | Czas         | Miejsce      | Czas         | Miejsce      | Czas      | Miejsce   | Czas      | Strata   | Miejsce |
| --------------------------------------------------- | ------------------------------------ | ------------ | ------------ | ------------ | ------------ | --------- | --------- | --------- | -------- | ------- |
| Sprint indywidualny kobiet stylem klasycznym        | Barbora Klementová                   | 3:38,00      | 53. nq       | NQ           | NQ           | NQ        | NQ        | NQ        | NQ       | 53.     |
| Sprint indywidualny kobiet stylem klasycznym        | Alena Procházková                    | 3:24,61      | 31. nq       | NQ           | NQ           | NQ        | NQ        | NQ        | NQ       | 31.     |
| Sprint drużynowy kobiet stylem dowolnym             | Alena Procházková Barbora Klementová | —            | —            | —            | —            | 17:52,14  | 9. nq     | NQ        | NQ       | 18.     |
| Bieg indywidualny kobiet na 10 km stylem dowolnym   | Alena Procházková                    | —            | —            | —            | —            | —         | —         | 28:59,5   | +3:59,0  | 58.     |
| Bieg łączony kobiet na 15 km                        | Alena Procházková                    | —            | —            | —            | —            | —         | —         | 1:36:50,0 | +14:32,4 | 36.     |
| Sprint indywidualny mężczyzn stylem klasycznym      | Peter Mlynár                         | 3:16,82      | 25. Q        | 3:15,77      | 5. nq        | NQ        | NQ        | NQ        | NQ       | 23.     |
| Sprint indywidualny mężczyzn stylem klasycznym      | Andrej Segeč                         | 3:24,84      | 56. nq       | NQ           | NQ           | NQ        | NQ        | NQ        | NQ       | 56.     |
| Sprint indywidualny mężczyzn stylem klasycznym      | Miroslav Šulek                       | 3:28,74      | 61. nq       | NQ           | NQ           | NQ        | NQ        | NQ        | NQ       | 61.     |
| Sprint drużynowy mężczyzn stylem dowolnym           | Peter Mlynár Andrej Segeč            | —            | —            | —            | —            | 17:34,12  | 11. nq    | NQ        | NQ       | 22.     |
| Bieg indywidualny mężczyzn na 15 km stylem dowolnym | Peter Mlynár                         | —            | —            | —            | —            | —         | —         | 37:46,2   | +4:02,3  | 67.     |
| Bieg indywidualny mężczyzn na 15 km stylem dowolnym | Andrej Segeč                         | —            | —            | —            | —            | —         | —         | 39:13,4   | +5:29,5  | 87.     |
| Bieg indywidualny mężczyzn na 15 km stylem dowolnym | Miroslav Šulek                       | —            | —            | —            | —            | —         | —         | 38:44,0   | +5:00,1  | 80.     |
| Bieg masowy mężczyzn na 50 km stylem klasycznym     | Peter Mlynár                         | —            | —            | —            | —            | —         | —         | 2:26:14,7 | +17:52,6 | 51.     |
| Bieg masowy mężczyzn na 50 km stylem klasycznym     | Andrej Segeč                         | —            | —            | —            | —            | —         | —         | 2:27:44,3 | +19:22,2 | 53.     |
| Bieg masowy mężczyzn na 50 km stylem klasycznym     | Miroslav Šulek                       | —            | —            | —            | —            | —         | —         | DNF       | DNF      | DNF     |

### Hokej na lodzie

#### Turniej mężczyzn
Skład słowackiej reprezentacji
| Trener: - Craig Ramsay - Ján Lašák (asystent) - Vladimír Országh (asystent) |  | Bramkarze: - Ján Laco - Branislav Konrád - Patrik Rybár |  | Obrońcy: - Ivan Baranka - Michal Čajkovský - Dominik Graňák - Marek Ďaloga - Tomáš Starosta - Juraj Valach - Peter Čerešňák - Juraj Mikuš |  | Napastnicy: - Martin Bakoš - Miloš Bubela - Marcel Haščák - Lukáš Cingeľ - Tomáš Marcinko - Patrik Lamper - Ladislav Nagy - Tomáš Surový - Andrej Kudrna - Peter Ölvecký - Michal Krištof - Matej Paulovič - Matúš Sukeľ - Marek Hovorka |

Faza grupowa
| 14 lutego 2018 | Słowacja | 3:2 | Olimpijscy sportowcy z Rosji | Gangneung Hockey Centre, Gangneung |

| Szczegóły      | Szczegóły                                | Szczegóły       | Szczegóły                     | Szczegóły                                                                                                |
| -------------- | ---------------------------------------- | --------------- | ----------------------------- | --- |
| Godzina: 21:10 | Ölvecký 16:05 Bakoš 17:55 Čerešňák 48:30 | (2:2, 0:0, 1:0) | 02:54 Gawrikow 04:08 Kaprizow | Widzów: 4025 Sędzia główny: Brett Iverson Aleksi Rantala Sędziowie liniowi: Vit Lederer Nathan Vanoosten |
| Godzina: 21:10 | 12 min kar                               |                 | 10 min kar                    | Widzów: 4025 Sędzia główny: Brett Iverson Aleksi Rantala Sędziowie liniowi: Vit Lederer Nathan Vanoosten |

| 16 lutego 2018 | Stany Zjednoczone | 2:1 | Słowacja | Gangneung Hockey Centre, Gangneung |

| Szczegóły      | Szczegóły                 | Szczegóły       | Szczegóły    | Szczegóły                                                                                                  |
| -------------- | ------------------------- | --------------- | ------------ | --- |
| Godzina: 12:10 | Donato 07:10 Donato 42:51 | (1:1, 0:0, 1:0) | 07:35 Kudrna | Widzów: 5652 Sędzia główny: Oliver Gouin Tobias Wehrli Sędziowie liniowi: Nicolas Fluri Aleksandr Otmachow |
| Godzina: 12:10 | 4 min kar                 |                 | 10 min kar   | Widzów: 5652 Sędzia główny: Oliver Gouin Tobias Wehrli Sędziowie liniowi: Nicolas Fluri Aleksandr Otmachow |

| 17 lutego 2018 | Słowenia | 3:2 pk. | Słowacja | Kwandong Hockey Center, Gangneung |

| Szczegóły      | Szczegóły                               | Szczegóły                 | Szczegóły                      | Szczegóły                                                                                                   |
| -------------- | --------------------------------------- | ------------------------- | ------------------------------ | --- |
| Godzina: 21:10 | Gregorc 21:00 Kuralt 24:16 Jeglič 65:00 | (0:0, 2:1, 0:1, 0:0, 1:0) | 35:43 (PP) Bubela 45:56 Haščák | Widzów: 4085 Sędzia główny: Antonín Jeřábek Timothy Mayer Sędziowie liniowi: Hannu Sormunen Sakari Suominen |
| Godzina: 21:10 | 4 min kar                               |                           | 8 min kar                      | Widzów: 4085 Sędzia główny: Antonín Jeřábek Timothy Mayer Sędziowie liniowi: Hannu Sormunen Sakari Suominen |

Tabela grupy B
| Miejsce | Zespół                       | Mecze | Punkty | Wygrane | Porażki | Bramki zdobyte | Bramki stracone | Bilans bramek |
| ------- | ---------------------------- | ----- | ------ | ------- | ------- | -------------- | --------------- | ------------- |
| 1.      | Olimpijscy sportowcy z Rosji | 3     | 6      | 2       | 1       | 14             | 5               | +9            |
| 2.      | Słowenii                     | 3     | 4      | 2       | 1       | 8              | 12              | -4            |
| 3.      | Stany Zjednoczone            | 3     | 4      | 1       | 2       | 4              | 8               | -4            |
| 4.      | Słowacja                     | 3     | 4      | 1       | 2       | 6              | 7               | -1            |

Runda kwalifikacyjna
| 20 lutego 2018 | Stany Zjednoczone | 5:1 | Słowacja | Gangneung Hockey Centre, Gangneung |

| Szczegóły      | Szczegóły                                                            | Szczegóły       | Szczegóły           | Szczegóły                                                                                                   |
| -------------- | -------------------------------------------------------------------- | --------------- | ------------------- | --- |
| Godzina: 12:10 | Donato 21:36 Wisniewski 22:20 Arcobello 33:30 Roe 49:52 Donato 56:46 | (0:0, 3:1, 2:0) | 36:54 (PP) Čerešňák | Widzów: 6391 Sędzia główny: Aleksi Rantala Anssi Salonen Sędziowie liniowi: Henrik Pihlblad Sakari Suominen |
| Godzina: 12:10 | 8 min kar                                                            |                 | 33 min kar          | Widzów: 6391 Sędzia główny: Aleksi Rantala Anssi Salonen Sędziowie liniowi: Henrik Pihlblad Sakari Suominen |

Zdobywcy bramek dla Słowacji
| Miejsce | Zawodnik       | Liczba bramek |
| ------- | -------------- | ------------- |
| 1.      | Peter Čerešňák | 2             |
| 2.      | Martin Bakoš   | 1             |
| 2.      | Miloš Bubela   | 1             |
| 2.      | Marcel Haščák  | 1             |
| 2.      | Andrej Kudrna  | 1             |
| 2.      | Peter Ölvecký  | 1             |

Klasyfikacja końcowa turnieju olimpijskiego
| Miejsce | Zespół                       |
| ------- | ---------------------------- |
| 1.      | Olimpijscy sportowcy z Rosji |
| 2.      | Niemcy                       |
| 3.      | Kanada                       |
| 4.      | Czechy                       |
| 5.      | Szwecja                      |
| 6.      | Finlandia                    |
| 7.      | Stany Zjednoczone            |
| 8.      | Norwegia                     |
| 9.      | Słowenia                     |
| 10.     | Szwajcaria                   |
| 11.     | Słowacja                     |
| 12.     | Korea Południowa             |

### Łyżwiarstwo figurowe
| Konkurencja   | Zawodnik                         | Taniec krótki | Taniec krótki | Taniec dowolny | Taniec dowolny | Nota łączna | Nota łączna |
| Konkurencja   | Zawodnik                         | Punkty        | Miejsce       | Punkty         | Miejsce        | Punkty      | Miejsce     |
| ------------- | -------------------------------- | ------------- | ------------- | -------------- | -------------- | ----------- | ----------- |
| Solistki      | Nicole Rajičová                  | 60,59         | 13. Q         | 114,60         | 15.            | 175,19      | 14.         |
| Pary taneczne | Lucie Myslivečková Lukáš Csölley | 59,75         | 19.           | 82,82          | 20.            | 142,57      | 20.         |

### Narciarstwo alpejskie
| Konkurencja              | Zawodnik                | Przejazd 1 | Przejazd 1 | Przejazd 2 | Przejazd 2 | Czas łączny | Miejsce |
| Konkurencja              | Zawodnik                | Czas       | Miejsce    | Czas       | Miejsce    | Czas łączny | Miejsce |
| ------------------------ | ----------------------- | ---------- | ---------- | ---------- | ---------- | ----------- | ------- |
| Zjazd kobiet             | Barbara Kantorová       | —          | —          | —          | —          | 1:45,99     | 29.     |
| Zjazd kobiet             | Petra Vlhová            | —          | —          | —          | —          | DNF         | DNF     |
| Slalom kobiet            | Barbara Kantorová       | 54,62      | 40.        | 53,81      | 34.        | 1:48,43     | 34.     |
| Slalom kobiet            | Soňa Moravčíková        | DNF        | DNF        | DNS        | DNS        | DNF         | DNF1    |
| Slalom kobiet            | Veronika Velez-Zuzulová | 51,46      | 21.        | 50,61      | 16.        | 1:42,07     | 17.     |
| Slalom kobiet            | Petra Vlhová            | 51,12      | 12.        | 50,46      | 14.        | 1:41,58     | 13.     |
| Slalom gigant kobiet     | Barbara Kantorová       | 1:17,74    | 42.        | 1:15,20    | 41.        | 2:32,94     | 41.     |
| Slalom gigant kobiet     | Soňa Moravčíková        | 1:17,88    | 43.        | 1:14,11    | 34.        | 2:31,99     | 37.     |
| Slalom gigant kobiet     | Petra Vlhová            | 1:11,71    | 12.        | 1:10,42    | 21.        | 2:22,13     | 13.     |
| Supergigant kobiet       | Barbara Kantorová       | —          | —          | —          | —          | 1:25,30     | 35.     |
| Supergigant kobiet       | Petra Vlhová            | —          | —          | —          | —          | 1:24,26     | 32.     |
| Superkombinacja kobiet   | Barbara Kantorová       | 1:45,58    | 21.        | 44,36      | 18.        | 2:29,94     | 18.     |
| Superkombinacja kobiet   | Petra Vlhová            | 1:42,58    | 13.        | 40,41      | 2.         | 2:22,99     | 5.      |
| Slalom mężczyzn          | Matej Falat             | 51,86      | 32.        | DNF        | DNF        | DNF         | DNF2    |
| Slalom mężczyzn          | Adam Žampa              | 49,91      | 24.        | 52,36      | 26.        | 1:42,27     | 23.     |
| Slalom mężczyzn          | Andreas Žampa           | 54,15      | 39.        | 59,43      | 36.        | 1:53,58     | 35.     |
| Slalom gigant mężczyzn   | Matej Falat             | 1:14,99    | 49.        | 1:19,79    | 61.        | 2:34,78     | 50.     |
| Slalom gigant mężczyzn   | Adam Žampa              | 1:11,40    | 26.        | 1:10,46    | 13.        | 2:21,86     | 25.     |
| Slalom gigant mężczyzn   | Andreas Žampa           | 1:10,61    | 18.        | DNF        | DNF        | DNF         | DNF2    |
| Supergigant mężczyzn     | Andreas Žampa           | —          | —          | —          | —          | 1:28,89     | 39.     |
| Superkombinacja mężczyzn | Matej Falat             | 1:23,21    | 53.        | DNF        | DNF        | DNF         | DNF2    |
| Superkombinacja mężczyzn | Adam Žampa              | 1:23,02    | 51.        | 48,08      | 9.         | 2:11,10     | 22.     |

| Konkurencja      | Skład zespołu                                                                              | Kwalifikacje | Kwalifikacje | Ćwierćfinał | Ćwierćfinał | Półfinał   | Półfinał | Finał      | Finał | Miejsce |
| Konkurencja      | Skład zespołu                                                                              | Przeciwnik   | Wynik        | Przeciwnik  | Wynik       | Przeciwnik | Wynik    | Przeciwnik | Wynik | Miejsce |
| ---------------- | ------------------------------------------------------------------------------------------ | ------------ | ------------ | ----------- | ----------- | ---------- | -------- | ---------- | ----- | ------- |
| Zawody drużynowe | Matej Falat Adam Žampa Andreas Žampa Soňa Moravčíková Veronika Velez-Zuzulová Petra Vlhová | GER          | P 2-2        | NQ          | NQ          | NQ         | NQ       | NQ         | NQ    | 9.      |

### Saneczkarstwo
| Konkurencja      | Zawodnicy                                                      | Ślizg 1      | Ślizg 1 | Ślizg 2      | Ślizg 2 | Ślizg 3      | Ślizg 3 | Ślizg 4 | Ślizg 4 | Czas łączny | Miejsce |
| Konkurencja      | Zawodnicy                                                      | Czas         | Miejsce | Czas         | Miejsce | Czas         | Miejsce | Czas    | Miejsce | Czas łączny | Miejsce |
| ---------------- | -------------------------------------------------------------- | ------------ | ------- | ------------ | ------- | ------------ | ------- | ------- | ------- | ----------- | ------- |
| Jedynki kobiet   | Katarína Šimoňáková                                            | 47,428       | 24.     | 47,606       | 25.     | 47,538       | 23.     | NQ      | NQ      | 2:22,572    | 23.     |
| Jedynki mężczyzn | Jozef Ninis                                                    | 47,833       | 7.      | 50,014       | 37.     | 48,095       | 21.     | NQ      | NQ      | 2:25,942    | 25.     |
| Jedynki mężczyzn | Jakub Šimoňák                                                  | 51,724       | 38.     | 48,690       | 30.     | 48,522       | 27.     | NQ      | NQ      | 2:28,936    | 35.     |
| Dwójki mężczyzn  | Marek Solčanský Karol Stuchlák                                 | 46,780       | 15.     | 46,811       | 17.     | N/A          | N/A     | N/A     | N/A     | 1:33,591    | 17.     |
| Sztafeta         | Katarína Šimoňáková Jozef Ninis Marek Solčanský Karol Stuchlák | 48,032 (1-k) | 11.     | 49,326 (1-m) | 11.     | 49,635 (2-m) | 10.     | N/A     | N/A     | 2:26,993    | 11.     |

### Snowboarding
| Konkurencja       | Zawodnik        | Kwalifikacje | Kwalifikacje | Kwalifikacje | Kwalifikacje | Finał | Finał | Finał | Finał | Miejsce |
| Konkurencja       | Zawodnik        | P1           | P2           | W            | M            | P1    | P2    | P3    | W     | Miejsce |
| ----------------- | --------------- | ------------ | ------------ | ------------ | ------------ | ----- | ----- | ----- | ----- | ------- |
| Big Air kobiet    | Klaudia Medlová | 30,75        | 50,50        | 50,50        | 23. nq       | NQ    | NQ    | NQ    | NQ    | 23.     |
| Slopestyle kobiet | Klaudia Medlová | —            | —            | —            | —            | 26,16 | 34,00 | —     | 34,00 | 24.     |